# Kodak
Eastman Kodak Company, simplifiée en Kodak, est une entreprise américaine fournissant des services dans le domaine de la photographie, du cinéma, de la bande magnétique, de la radiologie, ou encore de l'impression numérique.

## Histoire

### Fondation et croissance

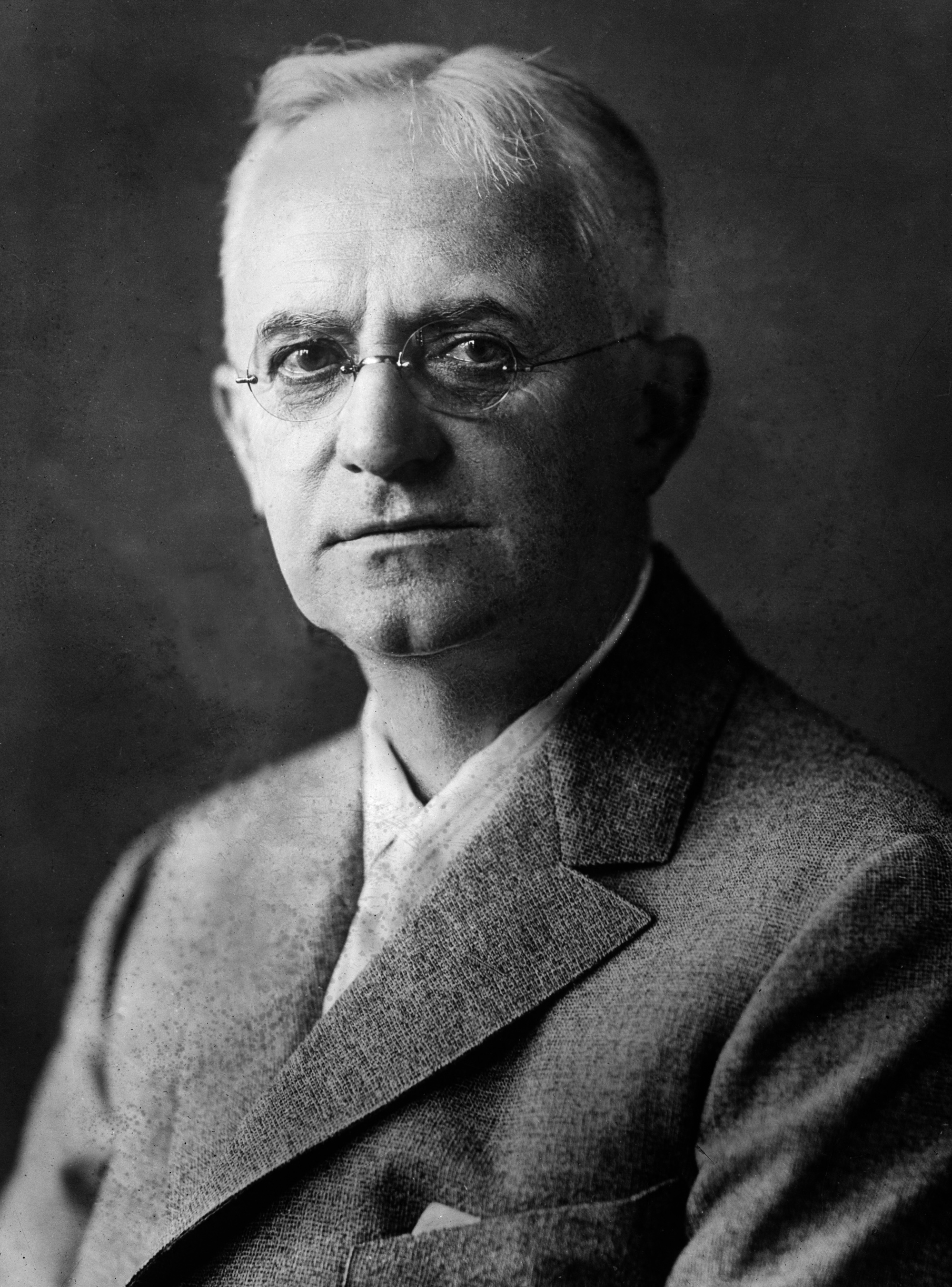
George Eastman.

La société a été fondée par George Eastman en 1881 sous le nom de « Eastman Dry Plate Company ». Concrétisation de recherches personnelles de George Eastman et de son brevet pour une « Méthode et Appareillage pour la réalisation des Plaques à Émulsion » déposé en 1879, la société oriente ses recherches dès 1885 vers un support souple destiné à remplacer les fragiles plaques de verre utilisées jusqu'à présent en photographie. Les travaux débouchent en 1888 sur l'invention de John Carbutt : un support souple et résistant en nitrate de cellulose que George Eastman commercialise d'abord aux États-Unis.

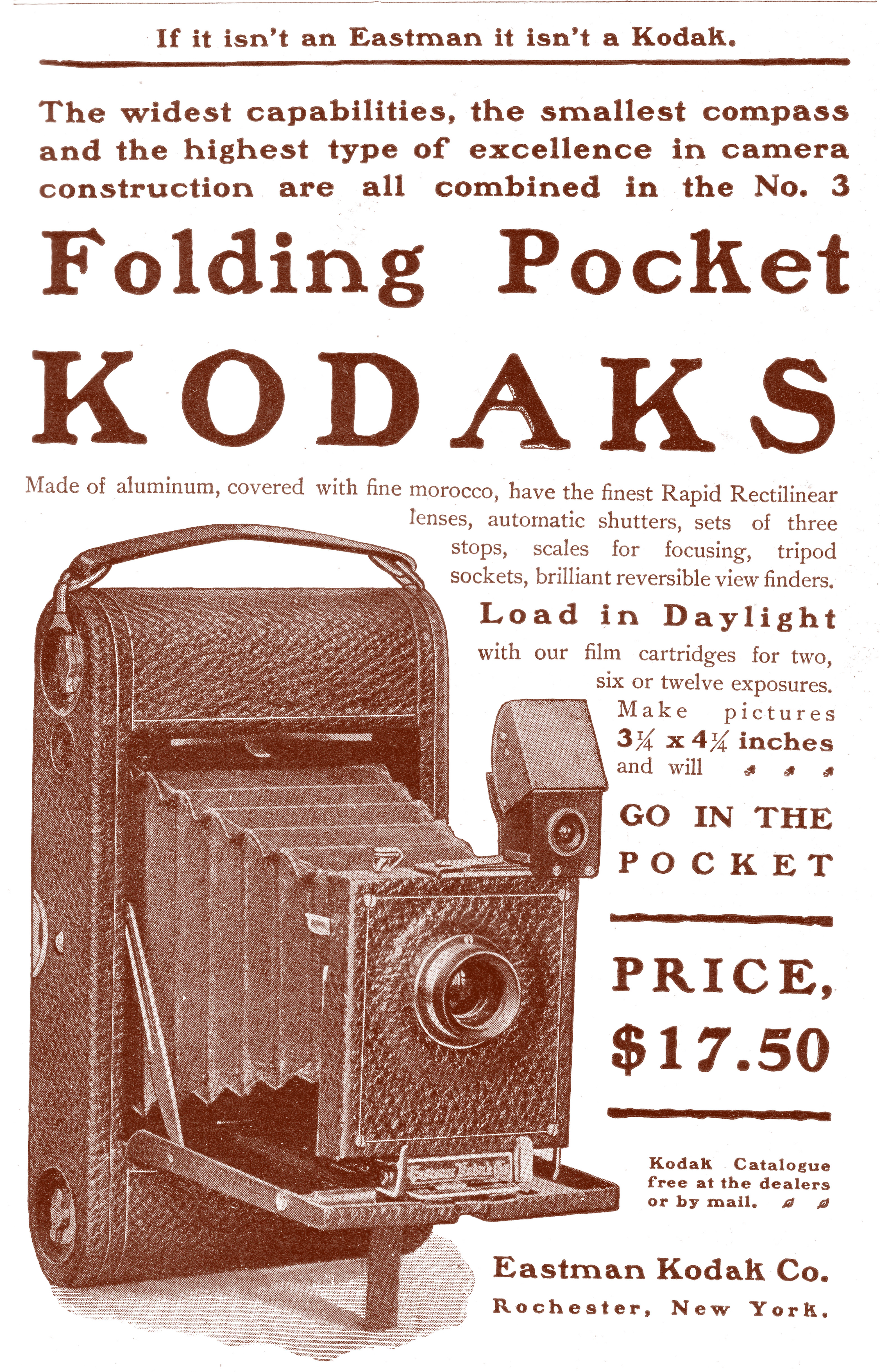
Publicité pour le en (1900).

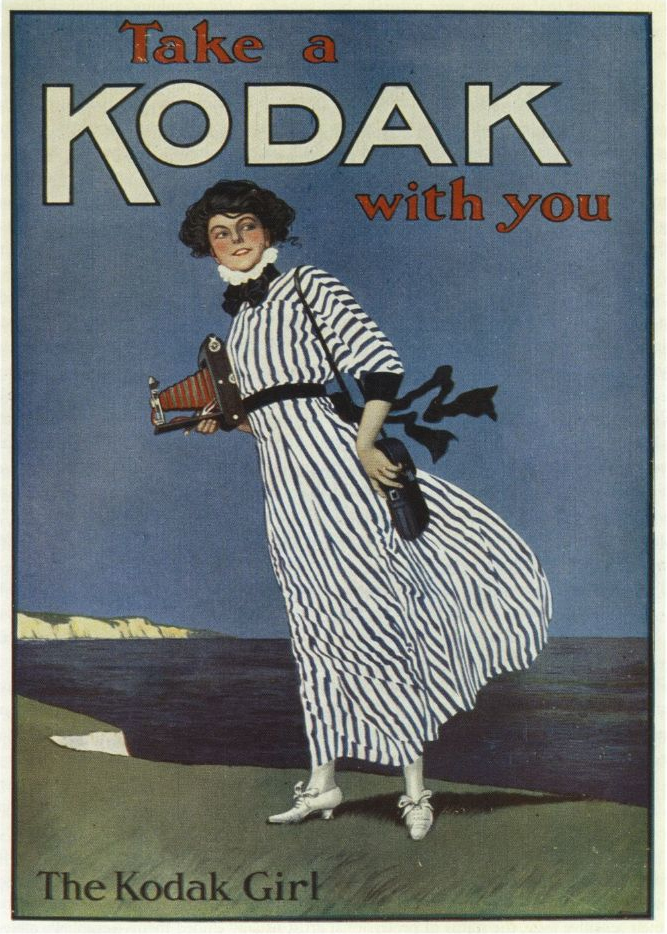
La « fille Kodak », icône des publicités de la firme, dans un poster réalisé par John Hassall (1910).

L'appellation « Kodak » apparaît pour la première fois en 1888 à l'occasion du lancement des premiers appareils photo utilisant ce support innovant commercialisé sous la forme de rouleaux de 70 mm de large, enduits sur une face d'une pellicule photosensible. George Eastman cherchait un vocable qui se prononcerait d'une façon identique dans toutes les langues, ce qui est le cas des voyelles « O » et « A ». Pour encadrer ces deux voyelles, l'industriel, amateur d'anagrammes, choisit de placer en première et dernière partie la première lettre du nom de sa mère : le « K » (née Kilbourn). Par leur simplification technique — le slogan publicitaire illustre cette simplicité : « You press the button, we do the rest » (« Vous appuyez sur le bouton, on se charge du reste ») — ces appareils permirent la démocratisation de la photographie, une « révolution Kodak » s'adressant aux photographes amateurs. Dans le langage populaire, le mot « Kodak » servit longtemps à désigner tout appareil photo destiné à l'amateur.
En 1891, le support Eastman permet à Thomas Edison et à son ingénieur électricien William Kennedy Laurie Dickson, de fabriquer avec succès la première caméra de cinéma, le kinétographe, qui utilise ce support au format réduit de 19 mm de large et au défilement horizontal pour enregistrer les premiers films du cinéma, aux images circulaires. Afin d'obtenir une meilleure définition de l'image et une plus grande stabilité, l'équipe d'Edison augmentera les dimensions en coupant en deux dans la longueur le support de 70 mm de large qui est alors doté d'une rangée de perforations rectangulaires sur chaque bord des photogrammes, cette fois rectangulaires et au défilement vertical. « Edison fit accomplir au cinéma une étape décisive, en créant le film moderne de 35 mm, à quatre paires de perforations par image. »
Et c'est en observant les films de Thomas sur un appareil à visionnement individuel, le kinétoscope, qu'en 1894, Charles Pathé, qui vend déjà des exemplaires de contrefaçon du phonographe (autre invention d'Edison), a la révélation de sa destinée. Au départ, colporteur dans les foires, Charles Pathé fonde en 1897 la « Compagnie générale des cinématographes, phonographes et pellicules ». Dix ans plus tard, enrichi, Charles Pathé entreprend la construction d'une usine à Vincennes, rue des Vignerons.
Ainsi, doués d'un grand sens commercial, George Eastman et Charles Pathé vont étendre leur influence respective sur plusieurs continents. En 1927, leurs sociétés françaises fusionnent : c'est la naissance de Kodak-Pathé.
En 1898, Kodak commercialise l'appareil photo de poche pliant (à soufflet accordéon), le Folding Pocket Kodak et utilise un négatif de format 57 × 82 mm, qui restera la norme pendant des décennies.

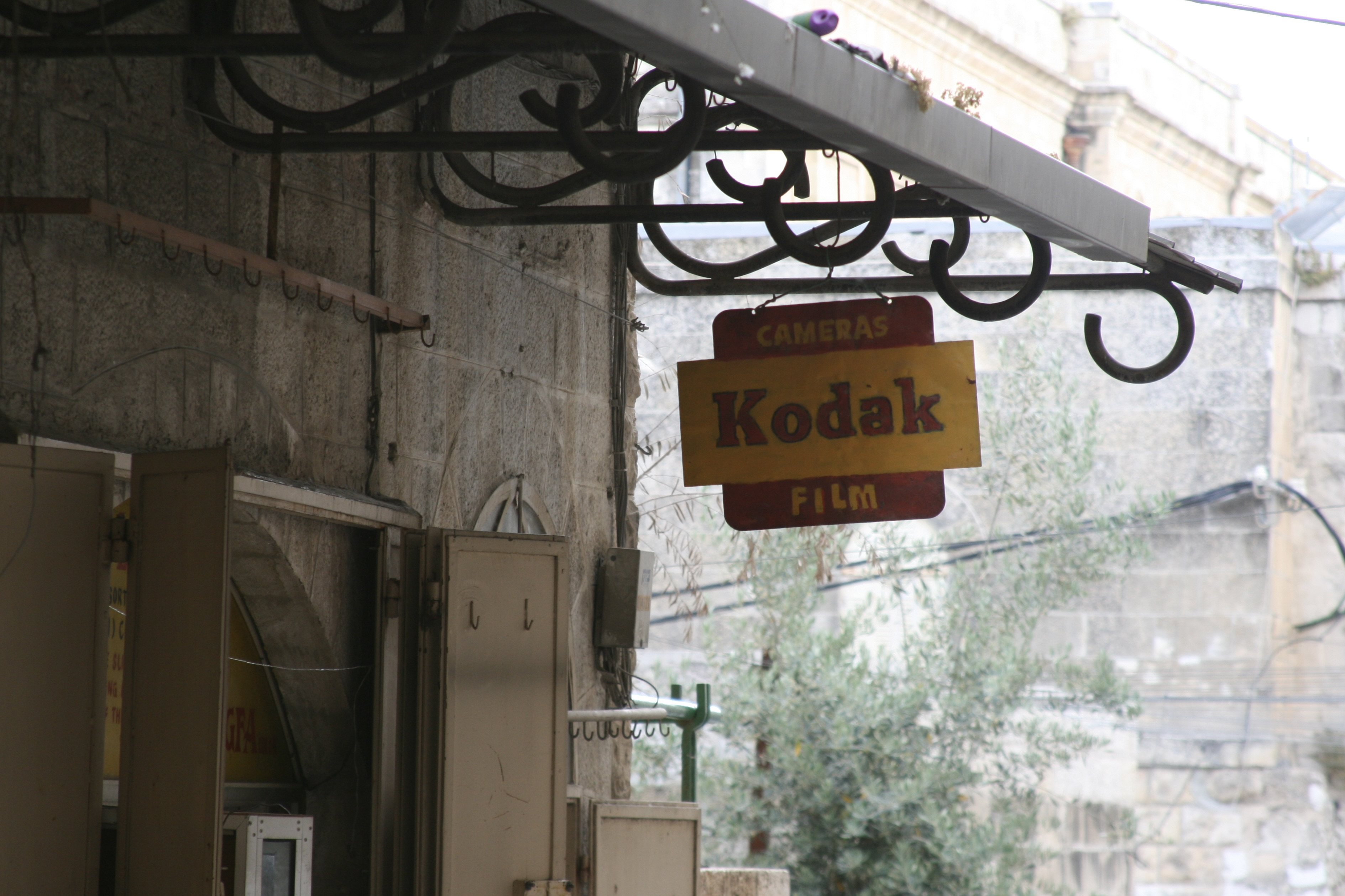
Enseigne Kodak dans la vieille ville de Jérusalem (2013).

En 1943, la société Kodak-Pathé qui manque de combustible, exploite jusqu'en 1950, la mine de charbon de la Sanguinière située à Juigné-sur-Sarthe et appartenant au bassin houiller de Laval.
Au milieu des années 1960, Kodak employait près de 80 000 personnes dans le monde. Les principales usines à cette époque étaient :
- Rochester, État de New York (22 000 personnes), avec son siège à la tour Kodak
- Kingsport, Tennessee
- Longview, Texas
- Peabody, Massachusetts
- New York
- Angleterre : usines à Harrow, Hemel Hempstead, Stevenage
- Canada, usine à Toronto
- Allemagne : usines à Abbotsford et Coburg
- France : usines à Vincennes, Sevran, Chalon-sur-Saône
  - À Vincennes, 3 500 personnes travaillaient à la fabrication du support et des émulsions[12].
  - À Sevran, 1 300 personnes travaillaient pour le traitement des films photo et cinéma en couleurs pour amateurs[13]. Kodak contribue fortement à l'industrialisation de la ville. Elle permet d'augmenter le nombre de travailleurs et d'accroître la population sevranaise. Aux alentours des années 1942, elle est également un bastion de la résistance française, un lieu important pour le combat contre l’armée d’Hitler. Cela n'est pas anodin dans une ville de résistants.
  - À Chalon-sur Saône, l'usine, ouverte en 1962, est l'aboutissement de la décentralisation de son laboratoire de recherche, notamment sur le numérique. Jusqu'à 2200 personnes travaillaient à la fabrication des produits chimiques, des produits de la radiologie médicale. On y effectuait aussi une partie du conditionnement et de la finition des bobines 35 mm et des papiers de tirage[14]. Le site a fermé en 2008
  - Le siège social de Kodak-Pathé en France au milieu des années 1960 se situait au 39 avenue Montaigne à Paris.
  - L'association CECIL (CErcle des Conservateurs de l'Image Latente) gère depuis 2008 les archives des activités industrielles et commerciales des établissements de Kodak en France, couvrant la période de 1898 à 2007.

Il est à noter que la société était l'une des rares privés à avoir possédé un réacteur nucléaire de recherche, il était présent dans les sous sols de son siège de Rochester de 1974 à 2007.
Dans les années 1980, Kodak collabore avec la dictature militaire au Brésil en lui transmettant des informations sur les activités des militants syndicaux de l'entreprise. Ces informations sont utilisées par la police pour surveiller, harceler et arrêter les syndicalistes afin d'empêcher l'organisation de grèves.

### Une transition difficile vers le numérique

Le logo Kodak 'K' a été introduit en 1971. La version présentée ici - avec le nom 'Kodak' dans une police d'écriture plus moderne - a été utilisée de 1987 à sa discontinuation en 2006. Une version révisée a été réintroduite en 2016.

Logo Kodak de 2006 à 2016.

Alors que Kodak a mis au point la photo numérique dès 1975 et qu'à la même période la firme fournit des bandes magnétiques  (pour l'enregistrement audio analogique et les sauvegardes de sécurité de données numériques
Le 10 janvier 1986, un juge de la Cour suprême des États-Unis ordonne à Kodak de cesser la fabrication et la commercialisation de ses appareils à développement instantané dans le cadre d'une affaire de contrefaçon de brevet opposant Eastman Kodak à Polaroid Corporation.
Kodak se recentre sur ses activités photographiques en faisant plusieurs annonces le 3 mai 1994 :
- la vente de sa branche pharmaceutique Sterling Winthrop Inc. au groupe français Sanofi ;
- la cession de ses produits de soins et de ses produits ménagers ;
- la cession de sa division d'imagerie médicale.

En 1996, Kodak essaye de se relancer en développant son propre système format APS, dont l'innovation principale est l'ajout d'une bande magnétique qui permet de rembobiner, puis reprendre une pellicule photo.
Mais Kodak rate le virage numérique, en ne voyant pas arriver les appareils photo numériques, dont la mémoire interne remplace la pellicule.
Dès 2004, Kodak délaisse peu à peu son activité historique liée à la photographie argentique pour se concentrer sur les technologies modernes : la photographie numérique et le cinéma numérique, sans grand succès. Début 2012, l'entreprise est menacée de faillite.

### Faillite et restructuration
Le 19 janvier 2012, la société dépose le bilan. Kodak et ses filiales américaines demandent à bénéficier de la protection du chapitre 11 de la loi sur les faillites, afin de pouvoir se restructurer. Signe de ses difficultés, l'entreprise ne comptait plus que 17 000 salariés au moment du dépôt de bilan, contre 64 000 une dizaine d'années plus tôt. Pour sortir de sa mauvaise situation financière, le groupe vend des brevets, notamment à Apple et Google, et change l'organisation de ses divisions. Fin avril 2013, le groupe espère sortir de faillite dans les mois qui suivent, avec un nouveau statut et un nouveau conseil d'administration.
En septembre 2013, Kodak sort de la protection du chapitre 11, et la compagnie est de nouveau cotée en bourse à Wall Street dès novembre 2013. Par ailleurs, des films vendus sous la marque Kodak sont de nouveau commercialisés depuis fin 2013, grâce à Kodak Alaris, société créée après l'acquisition des droits par le Kodak Pension Plan britannique. Pourtant, les résultats de la société déçoivent les marchés financiers, qui retirent peu à peu leur confiance à la société dont le cours après un sommet à 35 dollars tombe sous les trois dollars depuis 2017.
Début 2014, la licence de la division photo de Kodak est rachetée par JKimaging, partenaire d’Asia Optical Co Inc. (groupe taïwanais, grand ODM/OEM d'appareils photos) qui présente ensuite le Pixpro S1, son premier hybride, qui adopte la monture du système Micro Four Thirds (Panasonic et Olympus), ce qui permet à la marque de rentrer sur le marché avec un parc optique important.
Début 2018, la société annonce son intention de lancer sa propre cryptomonnaie, le KodakCoin. Marquant un virage dans la stratégie de Kodak, la nouvelle suscite initialement l'enthousiasme des marchés financiers, mais celui-ci retombe après quelques semaines, le titre retrouvant son niveau de la fin 2017.

## Actionnaires
| Nom                               | %      |
| --------------------------------- | ------ |
| GSO Capital Partners              | 20,6 % |
| BlueMountain Capital Management   | 15,9 % |
| Southeastern Asset Management     | 11,5 % |
| Momar Cor                         | 7,30 % |
| George Karfunkel                  | 6,42 % |
| Franklin Mutual Advisers          | 6,08 % |
| Moses Marx                        | 5,93 % |
| Paradice Investment Management    | 5,37 % |
| Robinson Capital Management       | 3,49 % |
| First Eagle Investment Management | 3,17 % |

## Produits

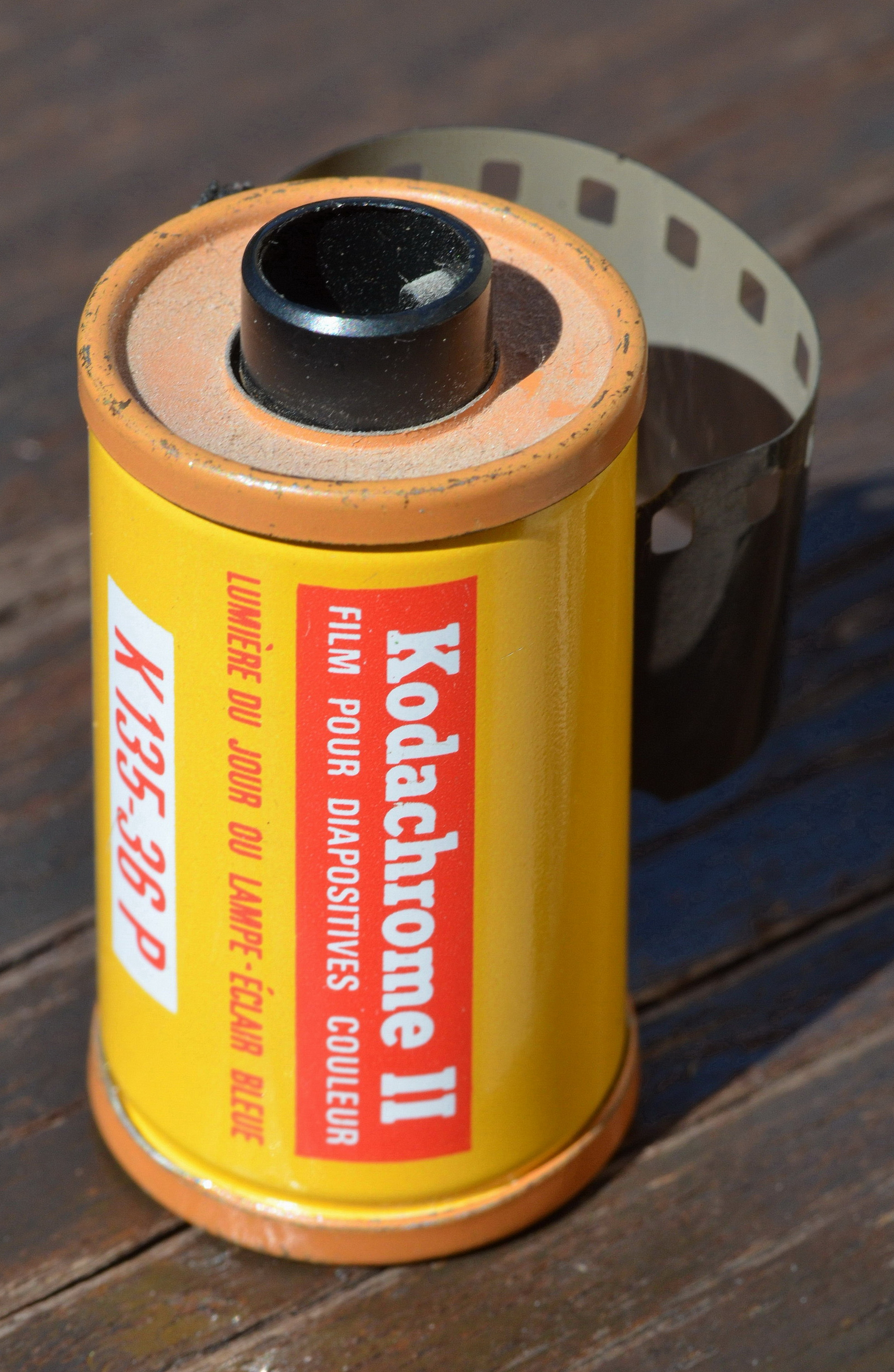
Kodachrome II - Film pour diapositives couleur.

### Films et appareils photo

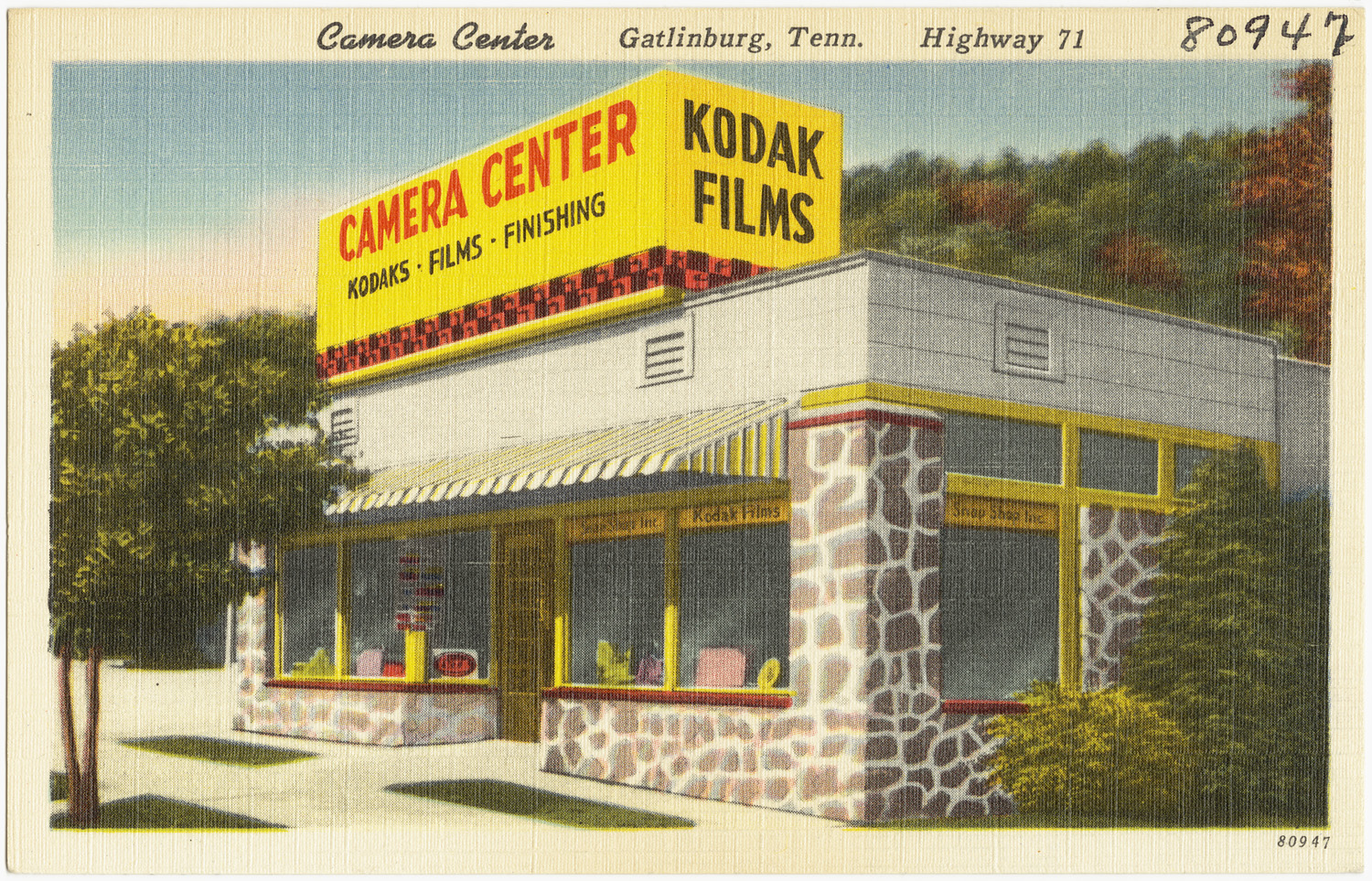
Camera Center Kodak, au Tennessee, période 1930-1945.

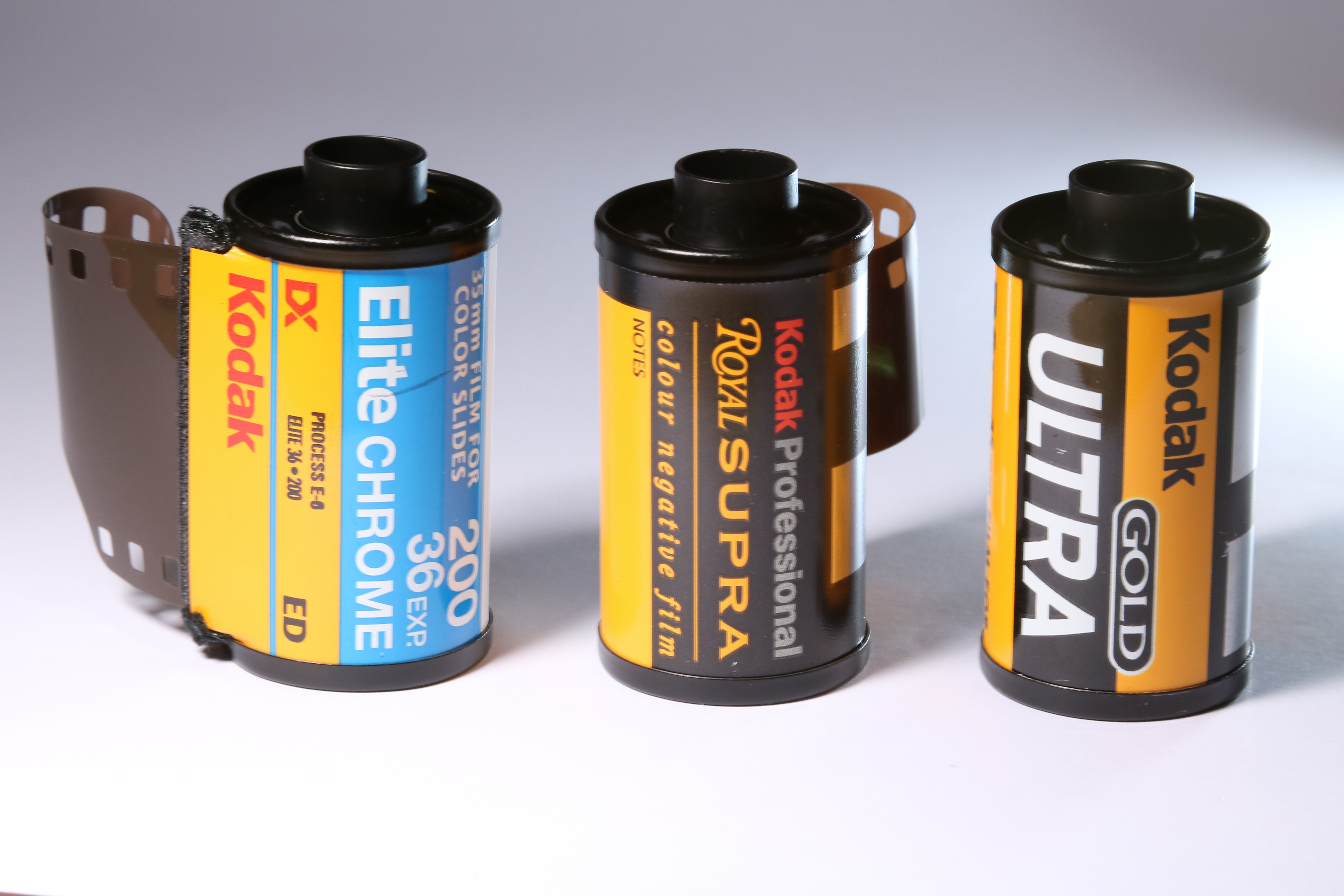
Elite Chrome 200, Royal Supra Professional 200, Gold Ultra 400.

Kodak faisait partie des principaux émulsionneurs de films photographiques avec Fujifilm, pour les amateurs ou les professionnels ainsi que de films cinématographiques. Dans les années 1980, Kodak a tenté de se développer dans l'appareil photo instantané et l'industrie du cinéma, mais a perdu une bataille de brevet contre Polaroid Corporation en 1986 et a abandonné toute perspective dans ce domaine. L'arrivée de l'imagerie numérique a obligé Kodak à réduire son activité d'émulsionneur et à arrêter la production de plusieurs films, dont le célèbre Kodachrome.
Le format APS, ou Advanced Photo System (Système Photographique Avancé), est un format de pellicule photographique introduit en 1996 par Kodak, Fujifilm, Minolta, Nikon, Canon et quelques autres fabricants.

### Impression
Kodak est spécialisé dans l’impression pour les entreprises du secteur de l'industrie graphique. Il fournit des équipements, des logiciels, des consommables et des services à ses clients actifs dans les secteurs de la communication graphique, de l'emballage et de l'impression fonctionnelle.
Kodak produit aussi de nombreux papiers photos amateurs et professionnels et développe de nombreuses imprimantes photos personnelles ainsi que des bornes de tirage installées dans des lieux publics.
Kodak a également créé toute une ligne d'imprimante à jet d'encre connue sous le nom de Kodak hero ou Kodak ESP. Ces imprimantes possèdent un système d'impression à jet d'encre uniquement et possèdent également un scanner qui peut servir de photocopieur. Kodak a misé toute la communication de ces imprimantes en invoquant des coûts d'impression très réduits par rapport aux concurrents comme HP ou Epson. Le succès des imprimantes Kodak n'a été que très modeste en France, si bien qu'il est aujourd'hui pratiquement impossible de trouver des imprimantes Kodak, ainsi que des consommables pour celles-ci autre part que sur internet. Kodak a annoncé en 2012 qu'il arrêterait de produire des imprimantes à jet d'encre en 2013. Les consommables seraient toujours fabriqués par la firme pendant une durée estimée de quatre à cinq ans.

### Capteurs d'images
La marque a opéré sa reconversion dans le domaine de l'imagerie numérique en produisant des capteurs destinés à un marché haut de gamme. Kodak s'est associé avec la marque allemande Leica et produit le capteur du Leica M8. D'autres marques, comme Hasselblad intègrent des capteurs produits par Kodak dans leurs appareils moyen format numérique.
En novembre 2011, la Physics division de la marque a été acquise par Platinum Equity (en). Les capteurs ont d'abord été commercialisés sous la marque TrueSense Imaging, Inc, avant que la division ne soit rachetée en mai 2014 par ON Semiconductor.

### Smartphones
Kodak innove en se lançant en 2015 sur le marché de la téléphonie mobile. En décembre 2014, Kodak annonce qu'il a conclu un partenariat avec le fabricant Bullitt pour commencer la production de smartphones. Son premier smartphone, dénommé IM5, est présenté en janvier 2015. Il se veut simple d'utilisation et est destiné notamment aux seniors.
Fin 2016, est sorti le Kodak Ektra (en), toujours fabriqué par Bullitt. Il ne fait pas grand bruit, et loin d'être acclamé par la critique, la qualité des photos (son argument de vente) déçoit. Kodak a clairement joué sur le côté rétro du look de l'appareil (simili cuir, housse qui ressemble aux housses des appareils argentiques), mais la sauce ne prend pas,.

## Personnalités

### Direction
| Nom                 | Titre            | Mandat                             |
| ------------------- | ---------------- | ---------------------------------- |
| Henry A. Strong     | Président        | 1884 – 24 juillet 1919             |
| George Eastman      | Président        | 1921 – 7 avril 1925                |
| William G. Stuber   | Président        | 1925–1934                          |
| Frank W. Lovejoy    | Président        | 1934–1941                          |
| Thomas J. Hargrave  | Président        | 1941–1952                          |
| Albert K. Chapman   | Président        | 1952–1960                          |
| William S. Vaughn   | Président et PDG | 1960 – 31 décembre 1968            |
| Louis K. Eilers     | Président et PDG | 1er janvier 1969 – 17 mai 1972     |
| Walter A. Fallon    | Président et PDG | 18 mai 1972 – 1983                 |
| Colby H. Chandler   | PDG              | mai 1983 – juin 1990               |
| Kay R. Whitmore     | PDG              | juin 1990 – 27 octobre 1993        |
| George M. C. Fisher | PDG              | 28 octobre 1993 – 31 décembre 1999 |
| Daniel A. Carp      | PDG              | 1er janvier 2000 – 31 mai 2005     |
| Antonio M. Pérez    | Président et PDG | 1er juin 2005 – 11 mars 2014       |
| Jeff Clarke         | Président et PDG | 12 mars 2014 – 20 février 2019     |
| Jim Continenza      | Président et PDG | Depuis le 20 février 2019          |

### Scientifiques
- Bryce Bayer, scientifique de la couleur (1929-2012)
- Harry Coover (en), chimiste des polymères (1917–2011)
- F. J. Duarte (en), physicien laser et auteur (départ en 2006)
- Loyd A. Jones (en), physicien du camouflage (1884–1954)
- Maurice Loyal Huggins (en), expert des polymères (1897–1981)
- Rudolf Kingslake (en), concepteur optique (1903–2003)
- David MacAdam, scientifique de la couleur (1910–1998)
- Kenneth Mees, scientifique expert sur les pellicules et fondateur des laboratoires de recherche (1882–1960)
- Perley G. Nutting, physicien et fondateur de l'OSA (1873–1949)
- Warren J. Smith (en), ingénieur optique (1922–2008)
- Ching Wan Tang, scientifique expert sur l'OLED (départ en 2006)
- Julien Tessier, ingénieur/designer, concepteur de la première caméra 16 mm « CINE KODAK model A ».
- Steven Van Slyke (en), scientifique expert sur l'OLED (départ en 2010)

## Marques de l'entreprise Eastman Kodak Co.
- Apparent
- Chinon
- Creo
- Imation
- Kodak
- Kodak Industrie
- Kodak Polychrome
- Lumisys
- NexPress Solution
- ofoto.com
- PracticeWorks

## Recherche et développement
- 1990 : Kodak développe le Cinema Digital Sound (CDS). Le CDS est la première application du son numérique au cinéma et la plus performante en 35 mm[37]. Cette technologie est caractérisée par la présence de six pistes numériques sur le film. En 1991, The Doors d'Oliver Stone est le premier film en 35 mm présenté en Cinema Digital Sound - six pistes numériques[38].
- 1991 : Kodak développe à l'intention des photographes professionnels un dos numérique de 1,3 mégapixels (le DCS 100) pour le Nikon F3, un appareil photo reflex classique (argentique). C'est la première fois qu'on peut utiliser un reflex pour produire des images numériques.
- 2007 : R et D dans le domaine des serveurs informatiques professionnels appliqués au cinéma numérique.
- 2010 : Développement de la Laser Projection Technology[39].
- 2013 : Kodak alloue un budget de 100 millions de dollars à la R&D[40].
- 2015 : De deux divisions, Kodak passe à cinq nouvelles divisions indépendantes responsables de sa recherche dans les techniques de pointe[40].